# Điền Lệnh Tư
Điền Lệnh Tư (tiếng Trung: 田令孜, ? - 893), tên tự Trọng Tắc (仲則), là một hoạn quan đầy quyền lực trong triều đại của Đường Hy Tông. Trong hầu hết thời gian Đường Hy Tông trị vì, Điền Lệnh Tư kiểm soát triều đình do có mối quan hệ thân cận với hoàng đế, cũng như có quyền kiểm soát Thần Sách quân. Ông vẫn giữ được địa vị của mình khi Đường Hy Tông phải chạy trốn đến Tây Xuyên để tránh loạn Hoàng Sào. Đến cuối thời gian trị vì của Đường Hy Tông, Điền Lệnh Tư buộc phải từ bỏ quyền lực sau khi tranh chấp với quân phiệt Vương Trọng Vinh, rồi đến nương nhờ anh là Tây Xuyên tiết độ sứ Trần Kính Tuyên. Tuy nhiên, đến năm 891, Vương Kiến đã đoạt lấy Tây Xuyên và giết chết Trần Kính Tuyên cùng Điền Lệnh Tư.

## Thân thế
Điền Lệnh Tư vốn mang họ Trần và có ít nhất hai anh em là Trần Kính Tuyên và Trần Kính Tuần (陳敬珣). Trong "Tân Đường thư, ông được mô tả là người Thục, còn "Tư trị thông giám" ghi ông là người Hứa châu Vào giữa những năm Hàm Thông (860-874) thời Đường Ý Tông, ông theo dưỡng phụ nhập nội thị tỉnh làm hoạn giả. Ông được mô tả là người có học thức, có mưu lược. Dưới triều đại của Đường Ý Tông, ông giữ chức 'tiểu mã phường sứ', được Phổ vương Lý Nghiễm sủng ái.

## Thời Đường Hy Tông

### Trường khi Hoàng Sào công chiếm Trường An
Đường Ý Tông qua đời năm 873, Lý Nghiễm được các hoạn quan Lưu Hành Thâm (劉行深) và Hàn Văn Ước (韓文約)- những người chỉ huy Thần Sách quân- tôn làm hoàng đế, tức Đường Hy Tông. Ngay sau khi trở thành hoàng đế, Đường Hy Tông bổ nhiệm Điền Lệnh Tư giữ chức 'xu mật sứ', và đến năm 875 thì thăng Điền Lệnh Tư làm 'Tả Thần Sách quân trung úy'. Do Đường Hy Tông mới 14 tuổi (âm) nên thích dành nhiều thì giờ để du hí, chính sự đều ủy quyền cho Điền Lệnh Tư quyết định, Hoàng đế thậm chí gọi Điền Lệnh Tư là "a phụ". Bất cứ khi nào gặp Đường Hy Tông, Điền Lệnh Tư đều chuẩn bị hai khay hoa quả, cùng ăn uống với thánh thượng. Theo đề xuất của Điền Lệnh Tư, phần lớn tài sản của các thương nhân Trường An bị triều đình tịch thu và nhập vào quốc khố. Bất cứ ai dám than phiền đều bị giết chết, các quan lại triều đình thì không dám can thiệp.
Năm 880, Đại Đường bị nhấn chìm trong các cuộc khởi nghĩa nông dân, cuộc khởi nghĩa lớn nhất là của Hoàng Sào. Do quân đội triều đình khặp khó khăn trong việc trấn áp, Điền Lệnh Tư bắt đầu tính đến kế hoạch dự phòng, theo đó trong trường hợp Trường An bị tấn công, ông sẽ đưa Hoàng đế nhập Thục. Điền Lệnh Tư tiến cử anh là 'tả kim ngô đại tướng quân' Trần Kính Tuyên, cùng một số tướng mà ông tin tưởng: Dương Sư Lập (楊師立), Ngưu Úc (牛勗), và La Nguyên Cảo (羅元杲), làm các tiết độ sứ ở đất Thục, hay còn gọi là Tam Xuyên . Đường Hy Tông đã lệnh cho bốn người chơi đánh bóng tranh Tam Xuyên. Trần Kính Tuyên đứng thứ nhất và được bổ nhiệm là Tây Xuyên tiết độ sứ, trong khi Dương Sư Lập được bổ nhiệm ở Đông Xuyên và Ngưu Úc được bổ nhiệm ở Sơn Nam Tây đạo. Trong thời kỳ này, Điền Lệnh Tư liên kết với Đồng bình chương sự Lô Huề (盧攜).
Đến mùa đông năm 880, Hoàng Sào tiến đến Đồng Quan, Điền Lệnh Tư và thượng thư Thôi Hàng (崔沆) đề xuất Đường Hy Tông thực hiện kế hoạch dự phòng là chạy đến Tam Xuyên. Thoạt đầu, Đường Hy Tông từ chối và lệnh cho Điền Lệnh Tư đưa thân quân đi phòng thủ Đồng Quan. Tuy nhiên, Điền Lệnh Tư chỉ tập hợp được các binh sĩ mới nhập ngũ và thiếu kinh nghiệm, họ không thể cứu viện cho đội quân triều đình đã trấn thủ ở Đồng Quan từ trước. Điền Lệnh Tư đổ lỗi về thất bại cho Lô Huề, buộc Lô Huề phải tự sát. Sau đó, Điền Lệnh Tư đưa Đường Hy Tông cùng bốn thân vương và một vài phi tần chạy khỏi Trường An, tiến về Thành Đô- thủ phủ của Tây Xuyên. Hoàng Sào chiếm được Trường An, thoạt đầu ông ta sống trong phủ của Điền Lệnh Tư song sau đó đã chuyển vào hoàng cung và xưng đế, đặt quốc hiệu là "Đại Tề".

### Chạy đến Thành Đô lần thứ nhất
Đường Hy Tông chạy đến Phượng Tường)- nơi cựu Đồng bình chương sự Trịnh Điền đang giữ chức tiết độ sứ. Sau khi bổ nhiệm Trịnh Điền giám sát chiến dịch chống Hoàng Sào, Đường Hy Tông chạy tiếp đến Sơn Nam Tây đạo, rồi đến Tây Xuyên theo lời mời của Trần Kính Tuyên. Trong cuộc chạy trốn khỏi Trường An, Thọ vương Lý Kiệt mới 14 tuổi (âm) kiệt sức vì phải đi bộ nên yêu cầu Điền Lệnh Tư trao cho mình một con ngựa, song Điền Lệnh Tư đáp lại: "Chỗ này là thâm sơn, sao có ngựa được" rồi đánh roi Lý Kiệt và buộc phải đi tiếp.
Khi đến Thành Đô, Điền Lệnh Tư nhanh chóng bị binh sĩ Tây Xuyên xa lánh do ông đã khao thưởng lớn các binh sĩ thân quân hộ tống hoàng đế đến Thành Đô, trong khi không chia sẻ phần thưởng cho binh sĩ Tây Xuyên. Sau khi 'Hoàng đầu quân sứ' Quách Kì (郭琪) oán trách, Điền Lệnh Tư đã cố gắng hạ độc giết Quách Kì, song không thành. Quách Kì do đó tiến hành binh biến, song nhanh chóng thất bại. Tả thập di Mạnh Chiêu Đồ (孟昭圖) thượng sớ thỉnh cầu Đường Hy Tông không nên chỉ nghe theo ý Điền Lệnh Tư và Trần Kính Tuyên trong việc trị quốc, mà nên nghe ý kiến của các quan lại khác, tuy nhiên Điền Lệnh Tư đã tịch thu sớ của Mạnh Chiêu Đồ, lưu đày rồi giết chết Mạnh nhằm đàn áp những ý kiến chỉ trích.
Đô thống Vương Đạc thoạt đầu đã chiến bại trước Hoàng Sào, chỉ đến nghe theo lời Dương Phục Quang cầu viện Lý Khắc Dụng thì tình thế mới biến đổi. Vào mùa xuân năm 883, sau khi quân Đường đánh bật Hoàng Sào khỏi Trường An, Điền Lệnh Tư nhân cớ đó đã kiến nghị bãi chức đô thống của Vương Đạc. Sau đó, Điền Lệnh Tư thuyết phục các đại pháp quan và tiết độ sứ thượng biểu kiến nghị Đường Hy Tông tán dương các công lao của ông, Đường Hy Tông do đó đã bổ nhiệm Điền Lệnh Tư là "Thập quân kiêm thập nhị vệ quan quân dung sứ". Cũng trong năm đó, sau khi Dương Phục Quang qua đời, Điền Lệnh Tư nhân cơ hội này để bãi chức xu mật sứ của Dương Phục Cung. Trong khi đó, Trịnh Điền không muốn chỉ đơn thuần là chấp thuận ý kiến của Điền Lệnh Tư và Trần Kính Tuyên, và Điền Lệnh Tư phản ứng lại bằng cách khuyến khích Lý Xương Ngôn (李昌言) đe dọa không cho Trịnh Điền đi qua Phượng Tường khi Đường Hy Tông trở về Trường An. Trịnh Điền buộc phải dâng biểu từ vị, đến dưỡng già tại Bành châu.
Trong khi đó, Điền Lệnh Tư và Trần Kính Tuyên cũng khiến Dương Sư Lập xa lánh khi bổ nhiệm Cao Nhân Hậu giữ chức Đông Xuyên tiết độ sứ. Điền Lệnh Tư cố gắng ngăn chặn bất cứ hành động nào của Dương Sư Lập khi triệu hồi Dương đến Thành Đô vào mùa xuân năm 884. Dương Sư Lập phản ứng bằng cách tuyên bố chống lại Điền Lệnh Tư và Trần Kính Tuyên. Cao Nhân Hậu sau đó tiến hành một chiến dịch chống Dương Sư Lập, bao vây thủ phủ Tử châu (梓州) của Đông Xuyên. Thuộc hạ của Dương Sư Lập là Trịnh Quân Hùng (鄭君雄) sau đó đã giết chủ tướng và đầu hàng.
Một trong các thuộc hạ cũ của Dương Phục Quang là Lộc Yến Hoằng khi đó đoạt lấy Sơn Nam Tây đạo. Điền Lệnh Tư chiêu dụ các thuộc hạ của Lộc Yến Hoằng là Vương Kiến, Hàn Kiến, Trương Tạo (張造), Tấn Huy (晉暉), và Lý Sư Thái (李師泰) bỏ chủ tướng và chạy đến chỗ ông. Điền Lệnh Tư sau đó nhận năm người này là dưỡng tử, và đặt họ dưới quyền chỉ huy trực tiếp của ông. Sau đó, Điền Lệnh Tư tiến công Lộc Yến Hoằng, Lộc Yến Hoằng từ bỏ Sơn Nam Tây đạo và chạy trốn. Sau đó, vào mùa xuân năm 885, Điền Lệnh Tư đã hộ tống Đường Hy Tông về Trường An, và ông vẫn tiếp tục kiểm soát triều đình.

### Tranh chấp với Vương Trọng Vinh
Tuy nhiên, sau khi Đường Hy Tông trở về Trường An, triều đình Đường lâm vào cảnh ngân khố trống rỗng do sau loạn Hoàng Sào, các quân trở nên độc lập hơn với triều đình và không còn nộp sưu thuế nữa, triều đình Đường chỉ thu được thuế trong thành Trường An và vùng xung quanh. Do Điền Lệnh Tư phát triển mạnh Thần Sách quân trong thời gian ở Tây Xuyên, triều đình nay không thể trả lương cho tất cả các tướng sĩ và quan lại. Điền Lệnh Tư cố gắng khắc phục tình hình bằng cách yêu cầu trao trả lại quyền kiểm soát các đầm muối ở Hà Trung. Hà Trung tiết độ sứ Vương Trọng Vinh không muốn từ bỏ các đầm muối nên đã nhiều lần thượng biểu phản đối. Điền Lệnh Tư khiển dưỡng tử là Điền Khuông Hựu (田匡祐) làm sứ giả đến Hà Trung, thoạt đầu Vương Trọng Vinh tôn trọng Điền Khuông Hựu, song Khuông Hựu ngạo mạn xúc phạm binh sĩ Hà Trung. Sau đó, Vương Trọng Vinh công khai buộc tội Điền Khuông Hựu và Điền Lệnh Tư, song cho phép Khuông Hựu rời khỏi quân. Khi Khuông Hựu về lại Trường An, ông ta đã thúc giục Điền Lệnh Tư có hành động chống lại Vương Trọng Vinh. Vào mùa hè năm 885, Điền Lệnh Tư đã thỉnh Đường Hy Tông ban một chiếu chỉ thuyên chuyển Vương Trọng Vinh đến Thái Ninh , Thái Ninh tiết độ sứ Tề Khắc Nhượng chuyển đến Nghĩa Vũ , và Nghĩa Vũ tiết độ sứ Vương Xử Tồn chuyển đến Hà Trung. Vương Trọng Vinh tức giận, từ chối đến Thái Ninh và liên minh với Lý Khắc Dụng, thượng biểu tố cáo Điền Lệnh Tư phạm 10 tội. (Vương Xử Tồn cũng cố gắng can thiệp giúp Vương Trọng Vinh, song Điền Lệnh Tư không chấp thuận.) Trước tình thế này, Điền Lệnh Tư liên kết với Phượng Tường tiết độ sứ Lý Xương Phù và Tĩnh Nan tiết độ sứ Chu Mai.
Các binh sĩ Thần Sách quân hợp binh với các binh sĩ Phượng Tường và Tĩnh Nan tiến công Hà Trung. Vương Trọng Vinh và Lý Khắc Dụng sau đó cũng hợp binh và giao chiến với liên quân Thần Sách/Tĩnh Nan/Phượng Tường tại Sa Uyển vào mùa đông năm 885. Liên quân Hà Trung/Hà Đông chiếm ưu thế, và sau đó chiến thắng, Chu Mai và Lý Xương Phù chạy về quân của họ. Lý Khắc Dụng tiến về Trường An, Điền Lệnh Tư hộ tống Đường Hy Tông chạy đến Phượng Tường. Chống lại mong muốn của Đường Hy Tông, Điền Lệnh Tư đã buộc Đường Hy Tông phải chạy tiếp đến Hưng Nguyên- thủ phủ của Sơn Nam Tây đạo. Theo mô tả, vào thời điểm này, người dân trong đế chế đều căm ghét Điền Lệnh Tư, Chu Mai và Lý Xương Phù hổ thẹn vì liên kết với ông nên đã quay sang chống lại ông, họ phái binh đuổi theo Đường Hy Tông. Tuy nhiên, họ không đuổi kịp, và thân quân sau đó kiểm soát Hưng Nguyên, buộc đồng minh của Chu Mai là Thạch Quân Thiệp (石君涉) phải chạy trốn. Trong khi đó, Chu Mai bắt được Tương vương Lý Uân và tôn Lý Uân làm hoàng đế tại Trường An. Đối mặt với sự chống đối rộng khắp, Điền Lệnh Tư đã đề nghị Dương Phục Cung kế nhiệm mình làm 'Tả Thần Sách trung úy' và 'quan quân dung sứ', và tự giáng mình làm Tây Xuyên giám quân sứ, sau đó chạy đến Tây Xuyên.

### Chạy đến Thành Đô lần thứ hai
Năm 887, Chu Mai bị thuộc hạ là Vương Hành Du giết, Vương Trọng Vinh giết chết Lý Uân, Đường Hy Tông quay trở lại Trường An. Đường Hy Tông ban một chiếu chỉ tước hết các chức tước của Điền Lệnh Tư và đày ông đến Đoan châu. Tuy nhiên, do Điền Lệnh Tư đang được Trần Kính Tuyên bảo hộ, quyết định lưu đày không bao giờ được thực hiện.
Trong khi đó, cựu thuộc hạ và dưỡng tử của Điền Lệnh Tư là Vương Kiến đã đoạt lấy binh sĩ của ông và biến họ thành một nhóm đạo tặc, liên kết lỏng lẻo với Đông Xuyên tiết độ sứ Cố Ngạn Lãng. Trần Kính Tuyên lo sợ rằng Vương Kiến và Cố Ngạn Lãng sẽ hợp binh tiến công Tây Xuyên, Điền Lệnh Tư đề xuất rằng để ông cố triệu hồi Vương Kiến gia nhập vào quân Tây Xuyên, Trần Kính Tuyên chấp thuận. Điền Lệnh Tư chiêu dụ Vương Kiến vào mùa đông năm 887, song sau đó, khi Vương Kiến đang tiến quân về Thành Đô quy phục, thuộc hạ của Trần Kính Tuyên là Lý Nghệ (李乂) lại cho rằng Vương Kiến là một mối đe dọa và Trần Kính Tuyên lệnh cho Vương Kiến không tiến thêm nữa. Vương Kiến tức giận, đánh bại các binh lính mà Trần Kính Tuyên phái đến để ngăn cản minh, tiến đến Thành Đô. Khi Điền Lệnh Tư lên trên tường thành để cố giải quyết tình hình, Vương Kiến đã cúi chào ông song nói rằng ông nay do không còn nơi nào để về nên bản thân Điền Lệnh Tư đã thành 'tặc'. Vương Kiến bao vây Thành Đô song không thể chiếm thành ngay lập tức. Đường Hy Tông phái sứ giả đến để hòa giải, song cả Vương Kiến và Trần Kính Tuyên đều không chấp thuận hòa giải.

## Thời Đường Chiêu Tông
Đường Hy Tông qua đời vào mùa xuân năm 888, Lý Kiệt được Dương Phục Cung tôn làm hoàng đế, tức Đường Chiêu Tông. Trong khi đó, Vương Kiến và Cố Ngạn Lãng thượng biểu cho tân hoàng đế buộc tội Trần Kính Tuyên, Đường Chiêu Tông vẫn còn uất hận Điền Lệnh Tư về chuyện khi xưa nên đã chuẩn thuận đề xuất của Vương và Cố. Đường Chiêu Tông bổ nhiệm Vi Chiêu Độ làm Tây Xuyên tiết độ sứ thay thế Trần Kính Tuyên, triệu Trần Kính Tuyên về Trường An giữ chức 'Long vũ thống quân'. Khi Trần Kính Tuyên từ chối, Đường Chiêu Tông tuyên bố Trần Kính Tuyên làm phản và lệnh cho Vi, Vương và Cố tiến công.
Năm 891, các quan lại của Đường Chiêu Tông bắt đầu tin rằng chiến dịch sẽ không thành công, Đường Chiêu Tông do đó đã ban một chiếu chỉ phục chức tước cho Trần Kính Tuyên và lệnh cho Cố Ngạn Lãng và Vương Kiến trở về lãnh địa của họ. Vương Kiến tin rằng chiến dịch sắp thành công nên đã buộc Vi Chiêu Độ phải giao lại quân lính cho mình và trở về Trường An một mình. Vương Kiến tiếp tục tiến công Thành Đô, trong khi phái quân đi chiếm các thành khác của Tây Xuyên. Vương Kiến cũng cắt đứt nguồn cung lương thực do Dương Thịnh (楊晟) đưa từ Bành châu đến Thành Đô.
Vào mùa thu năm 888, Điền Lệnh Tư thấy tình thế tuyệt vọng, tiến hành trò chuyện với Vương Kiến từ trên tường thành. Vương Kiến hứa hẹn sẽ tiếp tục xem Điền Lệnh Tư là cha nếu Trần Kính Tuyên đầu hàng. Đêm hôm đó, Điền Lệnh Tư đến doanh trại của Vương Kiến và chính thức giao ấn soái của Trần Kính Tuyên. Vương Kiến chấp thuận và tạ lỗi với Điền Lệnh Tư, nói rằng quan hệ phụ-tử được khôi phục, Vương Kiến đoạt được Tây Xuyên. Vương Kiến bổ nhiệm con của Trần Kính Tuyên là Trần Đào (陳陶) làm Nha châu thứ sử và lệnh Trần Kính Tuyên theo con đến Nhã châu, trong khi quản thúc Điền Lệnh Tư tại Thành Đô.
Mặc dù tuyên bố sẽ xem Điền Lệnh Tư là cha, Vương Kiến lại nhiều lần thượng biểu cho triều đình thỉnh cầu hành hình Trần Kính Tuyên và Điền Lệnh Tư. Tuy nhiên, triều đình Đường không chấp thuận, và đến mùa hè năm 893, Vương Kiến tuyên bố sẽ tự mình hành động. Vương Kiến buộc tội Trần Kính Tuyên âm mưu nổi dậy và phán xử tử. Vương Kiến lại buộc tội Điền Lệnh Tư giao thiệp với Phượng Tường tiết độ sứ Lý Mậu Trinh (Điền Lệnh Tư từng đối đãi tốt với Lý Mậu Trinh khi người này phục vụ trong Thần Sách quân, người này cũng từng cố can thiệp giúp Điền Lệnh Tư) và giết chết Điền Lệnh Tư. Khi phải lâm hình, Điền Lệnh Tư xé mảnh lụa và nói với người hành hình: "Ta từng giám sát thập quân, giết ta nên dùng cái này." Sau đó ông chỉ cho người hành hình cách thắt cổ, Điền Lệnh Tư qua đời song được mô tả là "sắc bất biến". Sau đó, Vào giữa những năm Càn Ninh (894-898) thời Đường Chiêu Tông, Điền Lệnh Tư lại được phục hồi các chức tước: "Tả Thần Sách trung úy", "Lục quân thập nhị vệ dung sứ", được phong tước Ngụy quốc công, ăn lộc 800 hộ, được ban hiệu "Trung trinh khải thánh định quốc công thần".